# Elezioni parlamentari in Argentina del 2009
Le elezioni parlamentari in Argentina del 2009 si sono tenute 28 giugno per il rinnovo della metà dei seggi della Camera e di un terzo dei seggi del Senato federale, oltre che per diverse giunte municipali, tra cui quella di Buenos Aires.

## Risultati
| Coalizioni e partiti                                                                                            | Camera dei Deputati: 127 dei 257 seggi | Camera dei Deputati: 127 dei 257 seggi | Camera dei Deputati: 127 dei 257 seggi | Senato della Nazione: 24 dei 72 seggi | Senato della Nazione: 24 dei 72 seggi | Senato della Nazione: 24 dei 72 seggi |
| Coalizioni e partiti                                                                                            | Voti                                   | %                                      | Deputati                               | Voti                                  | %                                     | Senatori                              |
| --- | -------------------------------------- | -------------------------------------- | -------------------------------------- | ------------------------------------- | ------------------------------------- | ------------------------------------- |
| Partito Giustizialista                                                                                          | 2.778.326                              | 14,50%                                 | 19                                     |                                       |                                       |                                       |
| Fronte per la Vittoria                                                                                          | 1.679.084                              | 8,80%                                  | 14                                     |                                       |                                       |                                       |
| Fronte Giustizialista                                                                                           | 415.404                                | 2,20%                                  | 6                                      |                                       |                                       | -                                     |
| Indipendenti | 1.018.515                              | 5,30%                                  | 8                                      |                                       |                                       | -                                     |
| Totale Kirchnerismo (Sinistra peronista)                                                                        | 5.891.330                              | 30,80%                                 | 47                                     |                                       |                                       | 8                                     |
| Accordo Civico e Sociale                                                                                        | 3.794.853                              | 19,80%                                 | 28                                     |                                       |                                       | -                                     |
| Unione Civica Radicale                                                                                          | 639.818                                | 3,30%                                  | 4                                      |                                       |                                       | -                                     |
| Fronte di Tutti                                                                                                 | 381.067                                | 2,00%                                  | 3                                      |                                       |                                       | -                                     |
| Indipendenti | 734.009                                | 3,84%                                  | 6                                      |                                       |                                       |                                       |
| Totale Accordo Civico e Sociale (Centro-sinistra)                                                               | 5.549.747                              | 28,94%                                 | 41                                     |                                       |                                       | 14                                    |
| Proposta Repubblicana (Centro-destra)                                                                           | 3.391.391                              | 17,70%                                 | 20                                     |                                       |                                       | 0                                     |
| Progetto Sud | 437.634                                | 2,30%                                  | 4                                      |                                       |                                       |                                       |
| Nuovo Incontro                                                                                                  | 402.502                                | 2,10%                                  | 2                                      |                                       |                                       |                                       |
| Indipendenti | 255.566                                | 1,30%                                  | -                                      |                                       |                                       |                                       |
| Totale Sinistra (socialista)                                                                                    | 1.092.702                              | 5,70%                                  | 6                                      |                                       |                                       | 0                                     |
| Indipendenti | 3.208.917                              | 16,77%                                 | 13                                     |                                       |                                       | 2                                     |
| Totale | 19.134.087                             |                                        | 127                                    |                                       |                                       | 24                                    |
| Totale elettorato                                                                                               | 27.797.930                             |                                        |                                        |                                       |                                       |                                       |
| Voti emessi | 20.123.715                             |                                        |                                        |                                       |                                       |                                       |
| Voti nulli | 989.628                                | 4,90%                                  |                                        |                                       |                                       |                                       |
| Sources: Adam Carr's Website Be aware that parties operate under various labels and alliances in the provinces. |                                        |                                        |                                        |                                       |                                       |                                       |

## Contesto delle elezioni
Dopo la schiacciante vittoria nel 2007, il governo aveva registrato un forte calo di consensi causato dal conflitto con le lobby agricole argentine sostenute dall'opposizione. Nel corso del 2008 si erano costituite diverse alleanze nell'ambito opposizione che avevano portato alla formazione di tre poli:
- quello kirchnerista, rappresentato dal Fronte per la Vittoria (Frente Para la Victoria) e dai suoi alleati provinciali. Il Fpv risulta essere favorito nei sondaggi anche se di pochi punti percentuali.
- l'Accordo Civico e Sociale, formato dalla Coalición Cívica dall'Unione Civica Radicale e dal Partito Socialista dell'Argentina. La coalizione è guidata da Elisa Carrió, l'oppositrice più critica nei confronti del governo.
- quello di centrodestra, comprendente Proposta Repubblicana e alcuni peronisti dissidenti da Kirchner.

Il principale avversario per la coalizione di governo era rappresentata dalla Coalición Cívica e dai suoi alleati come l'Unione Civica Radicale ed i Socialisti, collocati in un'area generalmente di centrosinistra quindi vicina ideologicamente al governo. 
In realtà queste forze politiche, che inizialmente nel 2003 avevano appoggiato l'azione politica di Néstor Kirchner, si sono progressivamente allontanate dal Fronte per la Vittoria accusando i Kirchner di corruzione e poca trasparenza nella gestione del governo. L'Alleanza Oppositrice ha insistito molto su questi temi in campagna elettorale, oltre che sul conflitto con il settore agroalimentare che provocò una forte crisi di consensi per Kirchner. Il centrodestra invece criticava il governo per le sue politiche considerate eccessivamente di sinistra e antiliberali mirate a rendere l'economia statalista. 
La data delle elezioni, inizialmente fissata per il 25 ottobre, fu anticipata a giugno dal governo per accorparla alle elezioni amministrative. Questa decisione ha provocato una forte opposizione della Coalizione Civica e dei Radicali che hanno accusato i Kirchner di anticipare le elezioni per favorire il proprio schieramento. Altre forze politiche hanno espresso il loro timore di possibili frodi elettorali. 
L'ex presidente Néstor Kirchner si è candidato alla Camera dei Deputati per la Provincia di Buenos Aires. In un comizio tenutosi il 28 aprile 2009, sostenne che se il suo partito non avesse ottenuto la maggioranza l'Argentina correva il rischio di ritornare alla situazione della crisi di dicembre 2001 scatenando le proteste dell'opposizione.
Il 30 aprile la Coalición Cívica, l'Unione Civica Radicale e il Partito Socialista hanno costituito l'Accordo Civico e Sociale ufficializzando la già costituita coalizione di centrosinistra alternativo a quello dei Kirchner.

### Sondaggi di opinione
I sondaggi pubblicati prima delle elezioni erano relativi quasi esclusivamente alla Capitale Federale e alla Provincia di Buenos Aires.
I sondaggi svolti da Babel Consultores Asociados nella capitale durante il mese di dicembre del 2008 indicavano il vantaggio della coalizione di centrodestra Unión-PRO con la candidata Gabriela Michetti con il 23% delle preferenze, seguita dal candidato dell'Unione Civica Radicale Aníbal Ibarra con il 17% , Jorge Telerman del Fronte Per la Vittoria con il 9% ed infine il responsabile per l'economia della Coalición Cívica Alfonso Prat-Gay con il 7%.
Tuttavia in seguito Aníbal Ibarra fu indagato e destituito per lo scandalo della distruzione del locale República Cromañón mentre Jorge Telerman si ritirò per scarso riscontro nei sondaggi e per questo motivo Fernando Solanas decise di presentarsi per l'alleanza Movimiento Proyecto Sur, che risultava terza nei sondaggi.
Nella Provincia di Buenos Aires, secondo un sondaggio pubblicato a marzo 2009, l'ex Presidente Kirchner del FPV-PJ era in testa con il 42-43% dei voti delle intenzioni di voto, seguito da Francisco de Narváez dell'Unión-PRO con il 20%, Margarita Stolbizer della CC con il 15-18%, Felipe Solá del Peronismo dissidente con il 16% e Martin Sabbatella con il 5%.

### Livello Nazionale
| Partito      | Gennaio 2009 |
| ------------ | ------------ |
| Kirchnerismo | 30,3%        |
| Opposizione  | 28,9%        |

### Provincia di Buenos Aires
| Sondaggio  | Data        | F.nte Just. p. la Vict. | F.nte Just. p. la Vict. | Unión-PRP    | Unión-PRP | ACyS         | ACyS  | NS/NR/NN |
| ---------- | ----------- | ----------------------- | ----------------------- | ------------ | --------- | ------------ | ----- | -------- |
| Analogías  | 6-Giu-2009  | N. Kirchner             | 36,4%                   | F.De Narváez | 28,3%     | M. Stolbizer | 22,5% | 12,8%    |
| Isonomía   | 7-Giu-2009  | N. Kirchner             | 29,2%                   | F.De Narváez | 26,1%     | M. Stolbizer | 13,9% | 30,8%    |
| Rouvier    | 7-Giu-2009  | N. Kirchner             | 38,4%                   | F.De Narváez | 29,9%     | M. Stolbizer | 20,1% | 11,6%    |
| Equis      | 7-Giu-2009  | N. Kirchner             | 34,8%                   | F.De Narváez | 25,7%     | M. Stolbizer | 22,3% | 17,2%    |
| CEOP       | 7-Giu-2009  | N. Kirchner             | 33,0%                   | F.De Narváez | 24,8%     | M. Stolbizer | 21,7% | 20,5%    |
| Poliarquía | 7-Giu-2009  | N. Kirchner             | 24,5%                   | F.De Narváez | 27,6%     | M. Stolbizer | 12,6% | 35,3%    |
| Poliarquía | 21-Giu-2009 | N. Kirchner             | 30,0%                   | F.De Narváez | 32,5%     | M. Stolbizer | 13,2% | 24,3%    |
| CEOP       | 22-Giu-2009 | N. Kirchner             | 34,6%                   | F.De Narváez | 27,1%     | M. Stolbizer | 15,5% | 22,8%    |
| Polarquía  | 26-Giu-2009 | N. Kirchner             | 35,4%                   | F.De Narváez | 37,9%     | M. Stolbizer | 16,7% | 10,0%    |

### Capitale Federale
| Sondaggio  | Data        | F.nte Just. p. la Vict. | F.nte Just. p. la Vict. | Unión-PRP   | Unión-PRP | ACyS        | ACyS  | Proj. Sur  | Proj. Sur | NS/NR/NN |
| ---------- | ----------- | ----------------------- | ----------------------- | ----------- | --------- | ----------- | ----- | ---------- | --------- | -------- |
| Analogías  | 7-Giu-2009  | C. Heller               | 10,2%                   | G. Michetti | 32,6%     | A. Prat-Gay | 21,5% | F. Solanas | 11,4%     | 24,3%    |
| Rouvier    | 7-Giu-2009  | C. Heller               | 12,4%                   | G. Michetti | 25,1%     | A. Prat-Gay | 20,5% | F. Solanas | 11,2%     | 30,8%    |
| OPMS       | 7-Giu-2009  | C. Heller               | 10,4%                   | G. Michetti | 31,6%     | A. Prat-Gay | 16,8% | F. Solanas | 9,2%      | 32,0%    |
| Poliarquía | 14-Giu-2009 | C. Heller               | 10,4%                   | G. Michetti | 31,6%     | A. Prat-Gay | 16,8% | F. Solanas | 9,2%      | 32,0%    |
| Poliarquía | 24-Giu-2009 | C. Heller               | 10,2%                   | G. Michetti | 33,9%     | A. Prat-Gay | 18,1% | F. Solanas | 17,7%     | 20,1%    |

### Provincia di Santa Fe
| Sondaggio | Data       | PJ-F.nte Just. p. la Vict. | PJ-F.nte Just. p. la Vict. | PJ           | PJ    | ACyS           | ACyS  | NS/NR/NN |
| --------- | ---------- | -------------------------- | -------------------------- | ------------ | ----- | -------------- | ----- | -------- |
| Analogías | 7-Giu-2009 | C. Leoni                   | 6,7%                       | C. Reutemann | 38,3% | R. Giustiniani | 42,3% | 12,6%    |

### Provincia di Mendoza
| Sondaggio | Data       | F.nte Just. p. la Vict. | F.nte Just. p. la Vict. | PD             | PD    | CONFE-ACyS | CONFE-ACyS | NS/NR/NN |
| --------- | ---------- | ----------------------- | ----------------------- | -------------- | ----- | ---------- | ---------- | -------- |
| Analogías | 7-Giu-2009 | A. Bermejo              | 27,0%                   | J. C. Aguinaga | 14,5% | E. Sanz    | 31,0%      | 27,5%    |

## Risultati e conseguenze del voto
I risultati hanno segnato una sconfitta per la coalizione di governo di centro-sinistra, Fronte per la Vittoria-Partito Giustizialista che ha perso la maggioranza assoluta alla Camera e al Senato. Néstor Kirchner ha vinto il seggio di deputato ma la sua coalizione è stata superata nella Provincia di Buenos Aires, il suo collegio, dal centrodestra di Francisco De Narvaéz ex peronista che aveva appoggiato la causa liberale e liberista del movimento del sindaco di Buenos Aires, Mauricio Macri, Proposta Repubblicana.
Anche il governatore della Provincia, Daniel Scioli, è stato eletto deputato federale. Nella Capitale il PRO ha vinto le elezioni con la sua candidata Gabriela Michetti, ed è arrivato a sorpresa il risultato del movimento Projecto Sur di Fernando Ezequiel Solanas che incarna il socialismo democratico e l'antiglobalizzazione ha ottenuto il secondo posto con il 24% sotto di soli 7 punti percentuali dalla coalizione guidata dalla Michetti.
La principale forza di opposizione, l'Accordo Civico e Sociale ha ottenuto più di cinque milioni e mezzo di voti su scala nazionale distanziando di poco la coalizione dei Kirchner con 5,9 milioni di voti. Per il centrodestra è stato un ottimo risultato, avendo ottenuto 3,5 milioni di voti pari al 18% dei voti e rilanciando la candidatura di Mauricio Macri per le elezioni presidenziali del 2011.
Carlos Reutemann candidato dissidente del peronismo si è posto alla guida di una coalizione di centrosinistra diversa da quella kirchnerista e radicale.
Cristina Kirchner prendendo atto che la sua coalizione era maggioranza relativa ma comunque minoritaria nel Paese ha deciso di instaurare un dialogo con le forze di opposizione rivolgendosi soprattutto al Projecto Sur per affinità ideologica e con il Proposta Repubblicana per la sua disponibilità.